# Neptun (mitologija)
Neptun (latinsko Neptūnus, [nɛpˈtuːnʊs]) je bog sladke vode in morja v rimski religiji. Je pandan grškega boga Pozejdona. V grški tradiciji je Neptun brat Jupitra in Plutona; bratje predsedujejo nebu, zemeljskemu svetu in podzemlju. Salacia je njegova žena.
Na upodobitve Neptuna v rimskih mozaikih, zlasti v severni Afriki, vplivajo helenistične konvencije. Neptun je bil verjetno povezan z izviri sladke vode pred morjem. Tako kot Pozejdona so tudi Neptuna Rimljani častili tudi kot boga zaščitnika konj in jahačev pod imenom Neptunus Equester, pokrovitelja konjskih dirk.
Festival Neptunalije so praznovali 23. julija.

## Čaščenje
Neptunovo teologijo je mogoče rekonstruirati le do neke mere, saj je bil že zelo zgodaj identificiran z grškim bogom Pozejdonom: njegova prisotnost v lektisterniju leta 399 pr. n. št. je dokaz tega. Takšna identifikacija je lahko utemeljena v tesnem razmerju med latinsko in grško teologijo obeh božanstev. Trdili so, da so indoevropski ljudje, ki niso neposredno vedeli o morju, saj izvirajo iz celinskih območij, ponovno uporabili teologijo božanstva, ki je bilo prvotno htonično ali ki je imelo moč nad celinskimi sladkimi vodami kot boga morja. Ta lastnost se je še posebej dobro ohranila v primeru Neptuna, ki je bil vsekakor bog izvirov, jezer in rek, preden je postal tudi bog morja, o čemer pričajo številne ugotovitve napisov, ki ga omenjajo v bližini takšnih lokacij. Slovničar Servij tudi izrecno navaja, da je Neptun odgovoren za vse reke, izvire in vode. Je tudi gospodar konj, ker je z Minervo sodeloval pri izdelavi kočije.
Morda je našel vzporednico v irskem bogu Nechtanu, gospodarju vodnjakov, iz katerega odtekajo in tečejo nazaj vse reke sveta.
Pozejdon pa je bil v mnogo zgodnejših časih, kot kaže Iliada, v glavnem morskem bogu.
V zgodnejšem obdobju je bil bog Portun ali Fortunus tisti, ki so se mu zahvalili za pomorske zmage, vendar ga je Neptun v tej vlogi nadomestil vsaj v 1. stoletju pred našim štetjem, ko se je Sekst Pompej nekaj časa imenoval sin Neptuna. Bil je poročen s Salacijo, boginjo slane vode.
Neptun je veljal tudi za legendarnega boga prednika latinskega staleža, Faliscanov, ki so se imenovali Neptunia proles. V tem pogledu je bil enakovreden Marsu, Janusu, Saturnu in celo Jupitru med latinskimi plemeni. Salacia bi predstavljala virilno silo Neptuna.

## Templji
V Rimu je imel Neptun samo en tempelj. Stal je blizu Cirkusa Flaminiusa, rimskega dirkališča, v južnem delu Marsovega polja. Obstajalo je že leta 206 pred našim štetjem. Pojavi se na kovancu, ki ga je koval Gn. Domitius Ahenobarbus okoli 40. pr. n. št., nedvomno zaradi obnove, ki jo je opravil. Vseboval je znamenito skulpturo Morske skupine Skopasa Minorja. Na Marsovem polju je bila zgrajena bazilika Neptuni, posvetil pa jo je Agripa v čast pomorske zmage v Akciju. Ta zgradba je nadomestila starejši tempelj, ta pa starejši oltar.

## Žrtvovanje
Neptun je eden od le štirih rimskih bogov, ki jim je bilo primerno žrtvovati bike, ostali trije so Apolon, Mars in Jupiter, čeprav je bilo tudi Vulkanu dovoljeno darovanje rdečega bika in teleta rdečega bika. Napačna daritev bi zahtevala piaculum zaradi nenamernosti ali potrebe. Vrsta daritve pomeni strožjo povezavo med božanstvom in posvetnim kraljestvom.

## Neptunus equestris
Pozejdon je bil s konjem povezan že v najstarejših časih, še preden je bila potrjena kakršna koli njegova povezava z morjem, in je bil morda celo prvotno zasnovan v konjski obliki. Takšna značilnost je odraz njegove lastne kronične, nasilne, brutalne narave potresa, pa tudi povezave konja z izviri, torej podzemno vodo, in psihopompoznega značaja, ki je značilen za to žival.
V Rimu ni tako neposredne povezave. Neptun ne kaže neposrednega konjskega značaja ali povezave.

## Upodobitev v umetnosti
Francoski oddelek za podvodne arheološke raziskave (pod vodstvom Michela L'Hurja) je v reki Roni pri Arlesu odkril naravni marmornat kip Neptuna; datiran je v začetek 4. stoletja. Kip je eden izmed sto artefaktov, ki jih je ekipa izkopala med septembrom in oktobrom 2007.
Etruščanske upodobitve boga so redke, a pomembne. Najstarejši je morda izrezljani karneolski skarabej iz Vulcev iz 4. stoletja pred našim štetjem: Nethuns brcne skalo in ustvari izvir. (Pariz: Bibliothèque Nationale, Cabinet des Medailles).
V drugem etruščanskem dragulju (iz zbirke Luynes, vpisano Nethunus) je upodobljen bog, ki z udarcem svojega trizoba naredi konja, ki izvira iz zemlje.
Bronasto ogledalo poznega 4. stoletja v Vatikanskih muzejih (Museo Gregoriano Etrusco: CSE Vaticano 1.5a) prikazuje boga z Amymona, hčerko Danausa, ki ji preprečuje, da bi jo napadel satir in ki jo bo naučil umetnosti ustvarjanja izvirov.
Bronasto ogledalo iz Toskane iz leta 350 pr. n. št., tudi v Vatikanskih muzejih (Museo Gregoriano Etrusco E. S. 1. 76). Nethuns govori z Usil in Thesan. V spodnjem delu je angipirani demon, ki ima v vsaki roki delfina (identifikacija z Aplu-Apollo je jasna tudi zato, ker Uśil drži lok). Nethuns ima dvojni trizob, kar kaže na to, da bi lahko bil eden od bogov, ki zna imeti strele.

### Galerija
- Bartolomeo Ammannati, Neptunov vodnjak (1563–1565), Firence
- Giambologna ali učenci, Vodnjak akvadukta Wignacourt (1615), Valletta, Malta
- Antoine Coysevox,
Neptune (1705),
Louvre, Pariz
- Giovani Battista Tiepolo, Neptun ponuja darila Benetkam (1748–1750)
- Juan Pascual de Mena, Fuente de Neptuno, Madrid (1780–1784)
- Constantino Brumidi, detajl Apoteoza Washingtona (1865),
kupola Kapitola, ZDA
- Neptune, tobačni umetniški izdelek (1860–1870)
- Neptunov vodnjak (1902) in Nürnberg, Bavarska, Nemčija
- Neptunov spomenik v Gdansku, Poljska
- Neptunov vodnjak v Berlinu